# (1162) Larissa
(1162) Larissa est un astéroïde de la ceinture principale du groupe de Hilda découvert par Karl Reinmuth le 5 février 1930 à Heidelberg. Sa désignation provisoire est 1930 AC.
Il a été nommé d'après la ville grecque Larissa en Thessalie.